# 盖裂木属
盖裂木属（学名：Talauma）是木兰科下的一个属。该属共有约40种，分布亚洲东南部的热带、亚热带和美洲热带地区。